# 鹿児島高等技術専門校
鹿児島高等技術専門校（かごしまこうとうぎじゅつせんもんこう）は、職業訓練法人鹿児島市職業訓練協会が運営する認定職業訓練による職業能力開発校である。鹿児島県鹿児島市草牟田二丁目にある。

## 訓練科
- 木造建築科（3年間）
- 鉄筋コンクリート施工科（3年間）
- 左官・タイル科（3年間）
- 表具科（3年間）
- 建築塗装科（3年間）
- 畳科（3年間）
- 木工科（2年間）
- サッシ・ガラス施工科（2年間）